# Milledgeville (Illinois)
Pour les articles homonymes, voir Milledgeville.
Milledgeville est un village du comté de Carroll dans l'Illinois, aux États-Unis,.

## Histoire
En 1834, un moulin, en anglais : mill, est construit sur les terres du village actuel, ce qui provoque l'installation de quelques habitants, de part et d'autre de l'actuelle Route 40 (en). Une ligne ferroviaire passe dans le village dès 1886. Le village est incorporé le 15 juillet 1887.

## Démographie
Lors du recensement de 2010, le village comptait une population de 1 032 habitants. Elle est estimée, en 2016, à 977 habitants.

## Source de la traduction
- (en) Cet article est partiellement ou en totalité issu de l’article de Wikipédia en anglais intitulé « Milledgeville, Illinois » (voir la liste des auteurs).